# سیاهکل
سیاهکل یکی از شهرهای استان گیلان است که در بخش مرکزی شهرستان سیاهکل قرار دارد و مرکز شهرستان سیاهکل است.

## نام سیاهکل
درباره نام سیاهکل دو فرضیه موجود است فرضیه اول بدان‌ گونه که مردمش تلفظ می‌کنند سیِ کل است. سی به معنی صخرهٔ بزرگ و کوه با شیب تند است و کل به معنی آبادی و جایگاه است و در واقع نام سیاهکل به معنی آبادی کنار کوه با شیب تند است فرضیه دوم نام این شهر در ابتدا سیاه گل بوده،زیرا در اکثر مناطق این شهر خاک سیاه رنگ وجود دارد، که به مرور زمان تغییر یافته و به سیاهکل تبدیل شده.

## مردم

### زبان
مردم سیاهکل گیلک هستند و زبان گیلکی را با گویش بیه‌پیش سخن می‌گویند.

### جمعیت
در سرشماری سال ۱۳۹۵ جمعیت این شهر ۱۹،۹۲۴ نفر اعلام شد.

## دانشگاه‌ها
1. آموزشکده فنی و حرفه‌ای سما واحد سیاهکل دارای ۷ رشته در مقطع کاردانی (الکتروتکنیک - ساختمان- معماری- صنایع فلزی- تأسیسات تهویه مطبوع - تأسیسات الکتریکی ساختمان - تأسیسات مکانیکی ساختمان)
2. دانشگاه آزاد اسلامی مرکز سیاهکل به ریاست دکتر سیاوش خداپرست[۶]
3. دانشگاه پیام نور مرکز سیاهکل به ریاست دکتر صفری

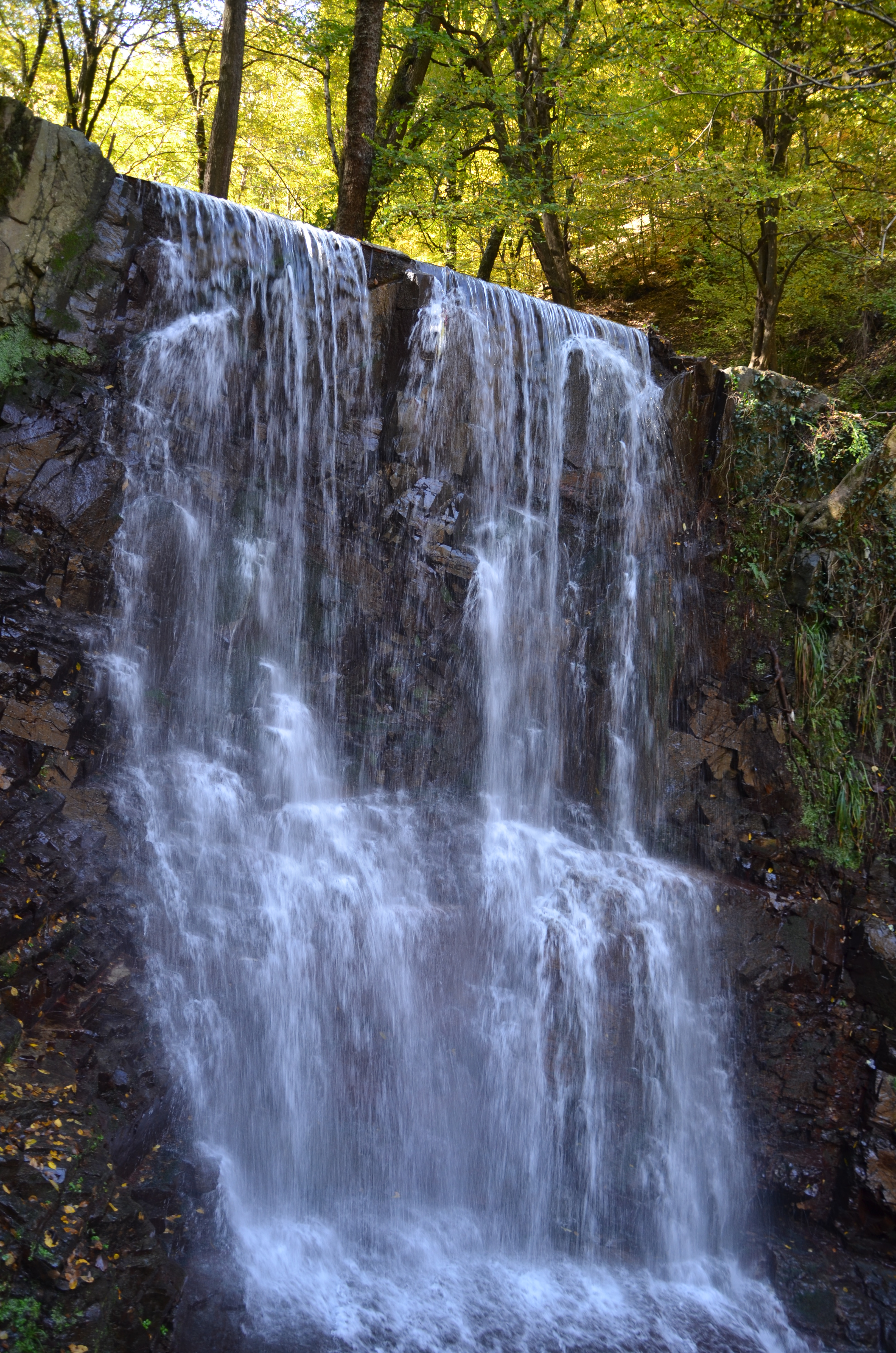
سیاهکل - آبشار لونک

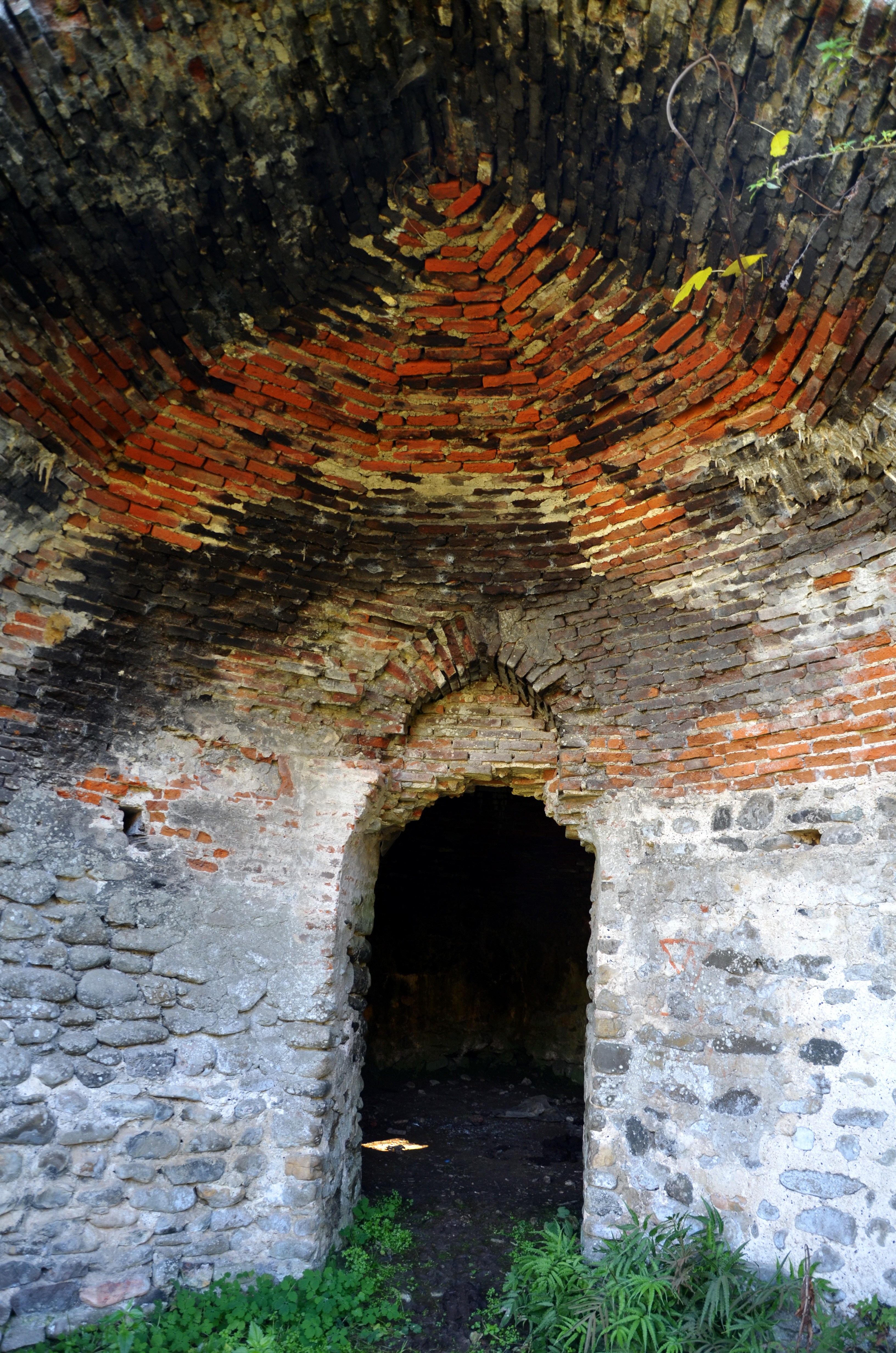
سیاهکل - کاروانسرای تی تی

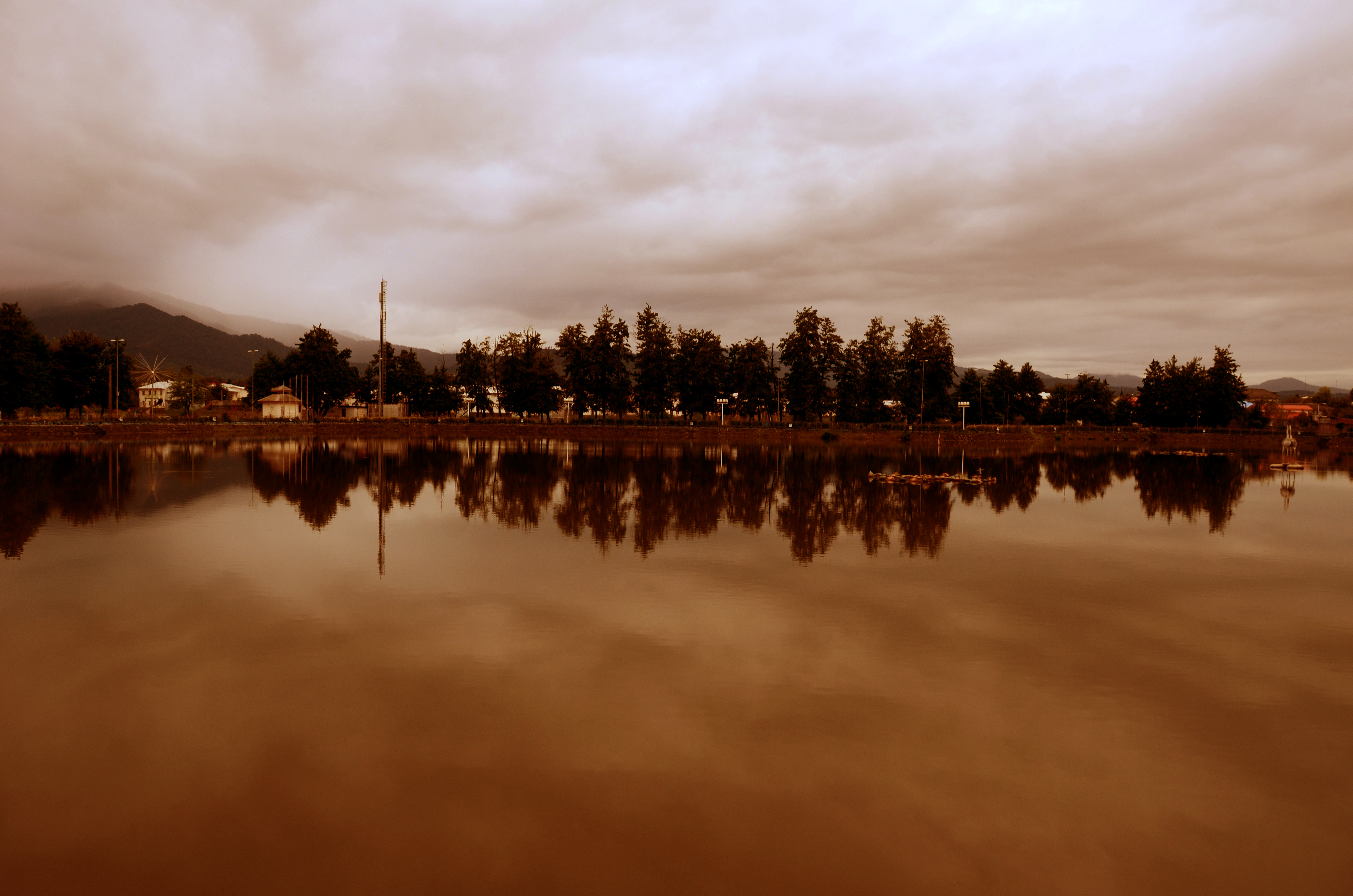
سیاهکل - استخر پاشوران

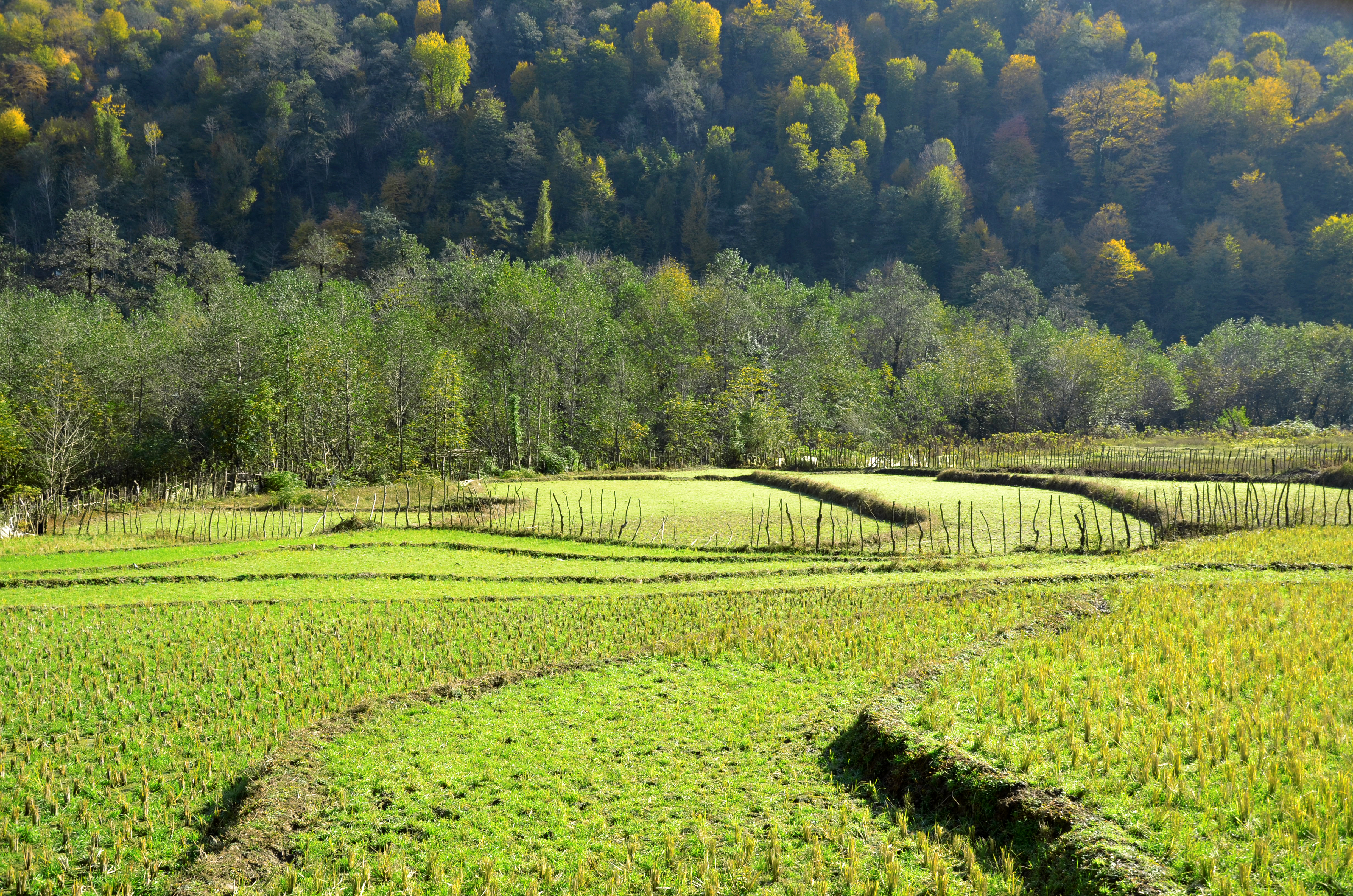
سیاهکل - جادهٔ دیلمان

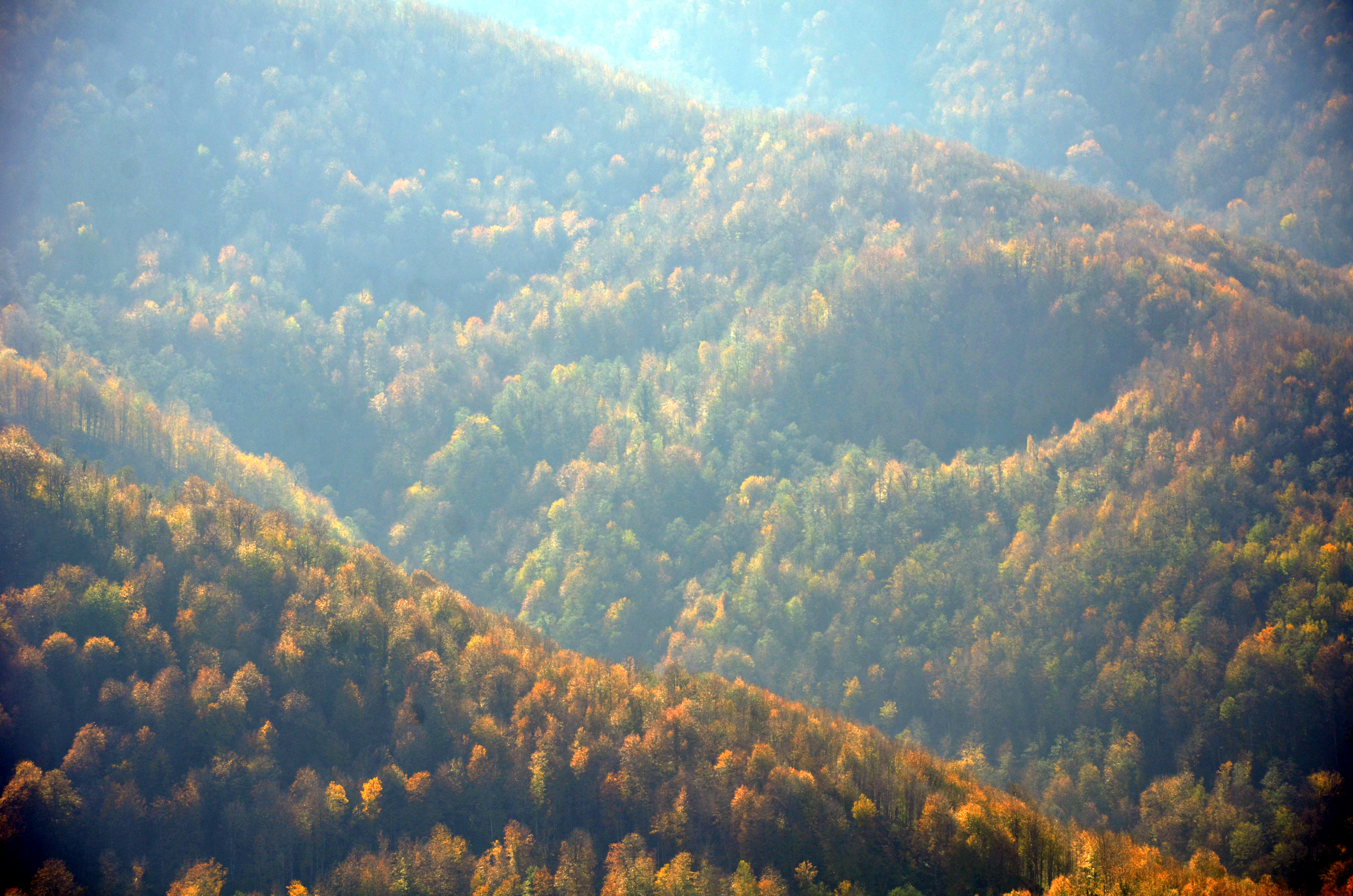
سیاهکل - جادهٔ دیلمان

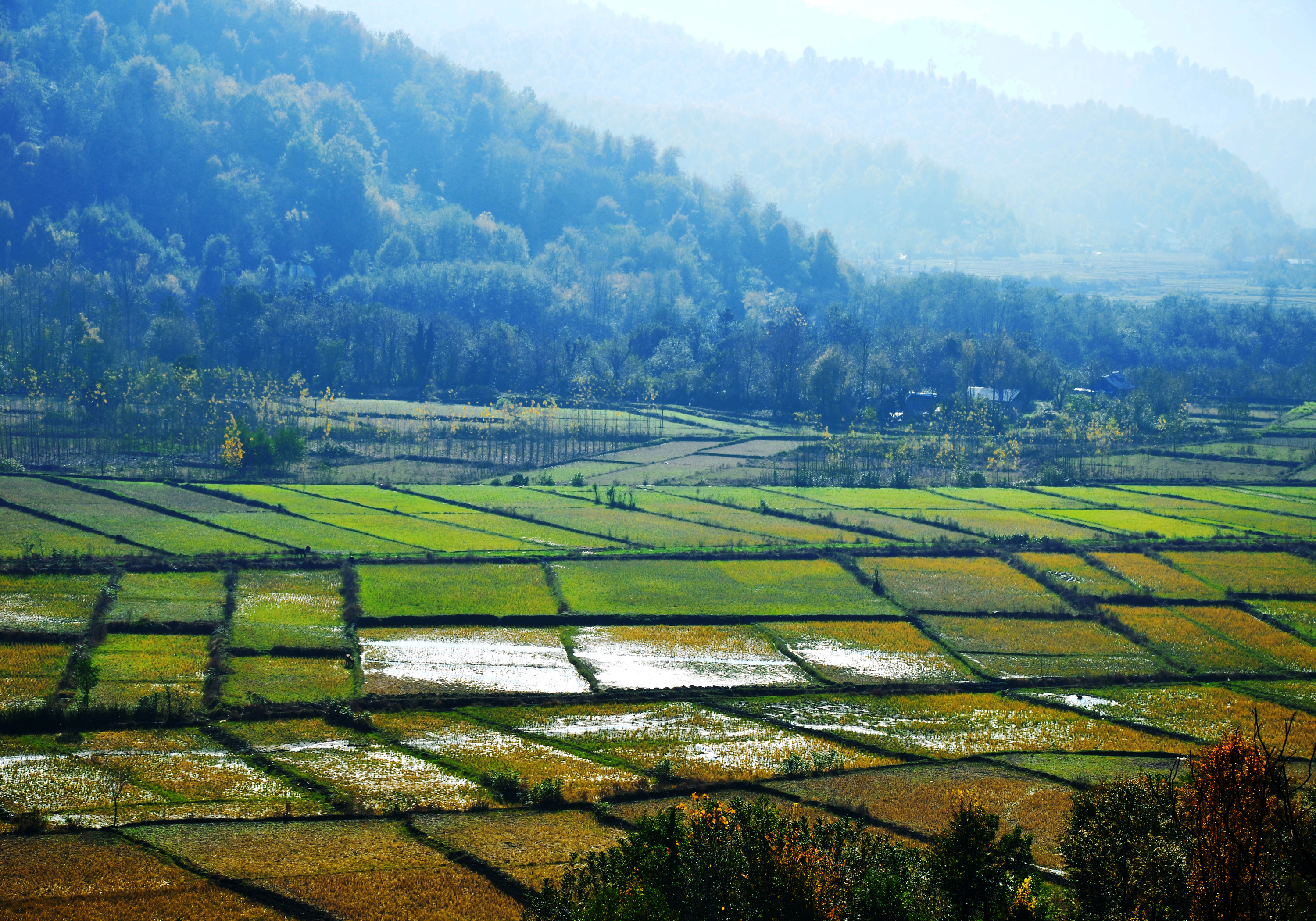
سیاهکل - مزارع برنج در جادهٔ دیلمان

## جغرافیا
سیاهکل یکی از شهرستان‌های خوش آب و هوای استان گیلان است و همچنین طبیعت بکری دارد.
تقریباً از سه منطقه تشکیل شده که شامل منطقه آبرفتی که حاصل بر جای ماندن گل و لایی است که رودخانه‌ها با خود آورده‌اند و همچنین رسوبات دریا در زمان‌های کهن و منطقه کوهپایه‌ای بسیار زیبا با جنگل‌های راش فراوان آن و همچنین منطقه کوهستانی که تا نیمی از سال معمولاً در آن برف هم وجود دارد. 

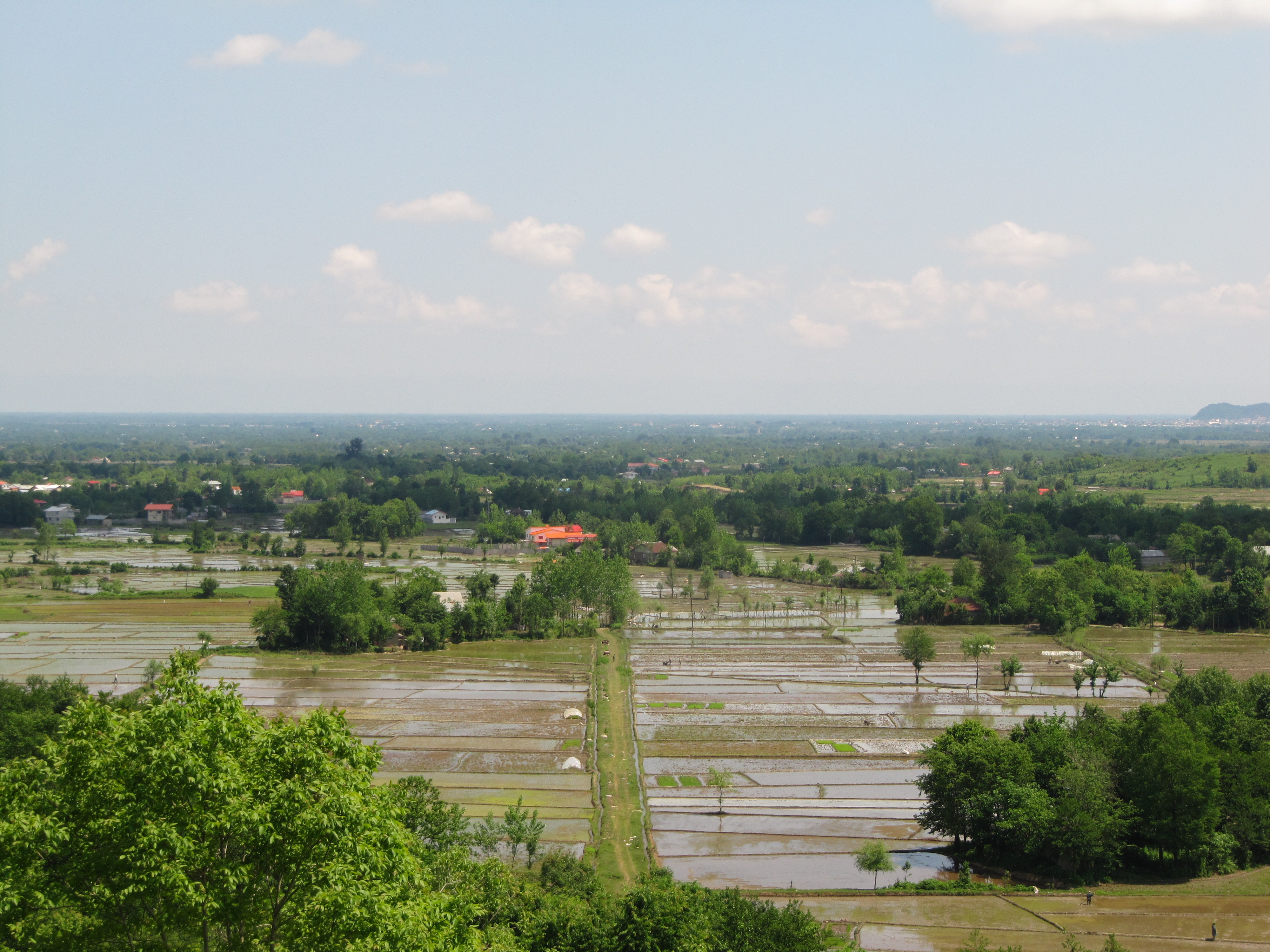
نمایی از منطقه آبرفتی اطراف سیاهکل

## شهرداری سیاهکل
بنا به نوشته وبسایت سیاهکل و دیلمان شهرداری سیاهکل از اولین شهرداری‌های کشور می‌باشد.
با توجه به فرهنگ مردم سیاهکل این شهر از گذشته و حتی خیلی زود تر از شهرهای معروف کنونی گیلان دارای بازار و ساختار شهری بوده و زندگی به اصطلاح شهری در آن صورت گرفته‌است.
بنا بر نوشته کتاب فرمانروایان دیلمان تاریخ تأسیس شهرداری سیاهکل به سال ۱۳۰۴ خورشیدی بازمی‌گردد
اما در منابع دیگر از جمله برخی از اوراق شهرداری و همچنین به استناد وبسایت رسمی خدمات شهری زمان تأسیس شهرداری سیاهکل به سال ۱۳۰۸ خورشیدی بازمی‌گردد.
اگر این تاریخ مربوط به سال ۱۳۰۴ باشد بنا به استناد سخنان مطرح شده در پورتال وزارت کشور در لینک شهرداری سیاهکل جزو ۱۶ شهرداری اول کشور و چنانچه در سال ۱۳۰۸ خورشیدی باشد باز هم بنا بر همان نوشتار جزو ۱۳۶ شهرداری نخست کشور می‌باشد.
نخستین شهرداریی که براساس قانون بلدیه مصوب ۱۲۸۶ هـ. ش تأسیس شد، شهرداری تهران بود که با تشکیلات جدید در همان سال (۱۲۸۶) تقریباً بلافاصله پس از تصویب قانون پایه‌گذاری شد و با تشکیلات جدید آغاز به کار کرد. پس از آن تا سال ۱۳۰۴، یعنی آغاز سلطنت پهلوی اول، مجموعاً ۱۶ شهرداری ایران تأسیس شد.

## سیاهکل و موسیقی
قطعهٔ «زرد ملیجه» که کار ماندگاری از استاد برجسته موسیقی محلی اکبرخان تار نواز می‌باشد در سفرهای استاد ابوالحسن صبا به شهر سیاهکل و دیلمان توسط ایشان به رشته تحریر درآمده‌است، این قطعه از آوازهای گنجشک سینه‌زرد (به زبان گیلکی زرد ملجه) الهام گرفته شده‌است.

## جاذبه‌ها
- بشکافته سنگ
- خانهٔ تاریخی طالبی‌ها
- استخرهای آب گیر: کلامسر -فشتال و سید وارستان و کولکشه
- آتشفشان درفک
- چشمهٔ لاریخانی
- بقعه قادرنبی
- شاه‌نشین آبی نام
- روستاهای کلامسر، دهبنه، نظری اربه ناب و اشکجان‌پهلو وفشتال و موشا
- امامزاده قاسم و حمزه
- جنگل‌های کاکوه و آبشار شارشار چوشل
- قلعه قلایی که متعلق به کوتول شاه می‌باشد.

### آبشار لونک
آبشار لونک در منطقه جنگلی مسیر سیاهکل به دیلمان قرار دارد و فاصله آن تا شهر سیاهکل حدود ۲۵ کیلومتر است. آبشار لونک تنها یکی از آبشارهای زیبای این منطقه است. این آبشار در فصل بهار و پاییز بسیار پرآب است. در اطراف این آبشار می‌توان جنگل‌های طبیعی و سرسبزی را درختان راش، ممرز، توسکا، خرمندی، انجیری تماشا کرد. این آبشار دوقلو است و به دلیل زیبایی و سرسبزی محیط اطرافش به یکی از مهم‌ترین جاذبه‌های این منطقه تبدیل شده‌است.

### آبشار بابا ولی
آبشار بابا ولی در روستایی با همین نام قرار دارد و در حدود ۵ کیلومتری جاده دیلمان به آسیابر در ساحل رودخانه پاکرود واقع شده‌است. این منطقه سرزمین قوم باستانی دیلم است و چشم‌اندازهای طبیعی و تاریخی منحصر به فردی دارد. این آبشار فصلی است که بر اثر آب شدن و ذوب برف‌های ارتفاعات اطراف آن به جریان می‌افتد. این آبشار از آبشار لونک بزرگ‌تر است و ارتفاع آن به حدود ۲۰ متر می‌رسد.

### حمام تاریخی دیلمان
حمام تاریخی دیلمان در ابتدای ورودی شهر دیلمان در ارتفاع یک هزار و ۴۶۶ متری واقع شده‌است و از جاذبه‌های تاریخی این منطقه محسوب می‌شود. احتمال می‌رود قدمت این بنا متعلق به دوره ایلخانیان باشد. این بنا زیر انبوهی از گل و لای مدفون شده بود و به دستور میرزاعلی میر بلوک از زیر لایه‌های خاک بیرون آورده شد و مورد بازسازی قرار گرفت. این حمام دارای یک صحن مرکزی است که چهار صحن دیگر در چهار جهت اصلی محوطه مرکزی حمام را احاطه کرده‌است. نورگیرها در بالای گنبد حمام قرار دارد و به علت در دسترس نبودن شیشه شفاف، از سنگ و مرمر شفاف برای عبور نور استفاده شده‌است. با توجه به موقعیت کوهستانی و اقلیم سرد منطقه، جز بناهایی است که با شرایط خاص کوهستانی در جهت سرما و مقابله با آن طراحی شده‌است. این حمام تاریخی در ردیف آثار میراث فرهنگی ثبت شده‌است.

### کاروانسرای تی‌تی
کاروانسرای تی‌تی یا تی‌تی خانم «تی‌تی به معنای شکوفه» در ۴ کیلومتری شهر سیاهکل و محل تلاقی ساحل شیم رود و باباکوه واقع است. در حقیقت این کاروانسرا در محل گذر قدیم دیلمان به لاهیجان احداث شده‌است. بنای آن از سنگ، آجر و گچ و دیواره خارجی آن از سنگ و ساروج است. قدمت این بنا به دوره صفویه می‌رسد و گفته می‌شود بانی آن تی‌تی خانم عمه یکی از شاهان صفوی بوده‌است. این بنا در در فهرست آثار ملی ایران به ثبت رسیده است.

### قلعه گرماور
قلعه گرماور در نزدکی روستایی با همین نام بر فراز کوهی بلند و صخره‌ای قرار دارد. کوه گرماور با توجه به موقعیت دفاعی مکان مناسبی جهت نظارت بر دشت‌های اطراف بوده‌است. در اطراف این قلعه بر روی کوه آثار بسیاری از قطعات سفالینه‌های پیش از اسلام و دوران اسلامی وجود دارد. از بنای اصلی قلعه فقط برج دیدبانی آن برجای مانده است و در قسمت غربی برج آثاری از پی ساختمان دیده می‌شود. در برخی نقاط آثار خشت‌های قرمز رنگ حاکی از وجود بنایی در ادوار گذشته به چشم می‌خورد. در بخش فوقانی آن نیز از خشت خام استفاده شده‌است. قدمت این بنا به درستی مشخص نیست، اما تاریخ ساخت آن را به قرن‌های سوم و چهارم هجری نسبت داده‌اند.

### قلعه کوتول شاه
قلعه کوتول شاه به‌عنوان یکی از آثار میراث ملی ایران به ثبت رسیده است. قدمت این قلعه به دوران تیموریان می‌رسد و در روستای موشا واقع شده‌است.

### جاده جنگلی سیاهکل به دیلمان
جاده جنگلی سیاهکل به دیلمان از جاذبه‌های چشم‌نواز و دیدنی این منطقه است که طبیعتی بکر و سرسبز دارد. داخل جنگل چشمه‌ها و آبشارهای زیبایی در کنار پوشش درختانی چون ممرز، افرا، انجیلی و لرگ وجود دارد. اطراف این جنگل به‌وسیله منابع طبیعی برای استراحت مردم آماده‌سازی و امکاناتی از قبیل منقل‌های بتونی برای کباب، سرویس بهداشتی و آب لوله‌کشی مهیا شده‌است.

### استخر و پارک پاشوران
استخر و پارک پاشوران در داخل شهر قرار دارد و همانند استخرهای لاهیجان و لنگرود احداث شده‌است. قایق‌رانی از امکانات این استخر برای گردشگران است. اطراف استخر نیز با انواع مجسمه‌های شیرسنگی، بز کوهی و ... تزیین شده‌است. این پارک از درختان چنار و اقاقیا و انواع گیاهان پوشیده شده‌است و امکانات رفاهی مناسب برای استراحت گردشگران دارد.

### پناهگاه سنگی گیلارکش
پناهگاه سنگی گیلارکش در روستایی با همین نام قرار دارد. این منطقه کوهستانی دارای آب و هوای سردسیری است. پناهگاه سنگی گیلارکش، در شمال این روستا در ارتفاع یک هزار و ۷۸۰ متری روی دیواره‌ای صخره‌ای قرار گرفته‌است. به گفته اهالی محل در این دیواره صخره‌ای، چندین سوراخ به ابعاد متفاوت وجود داشته که بر اثر زلزله سال ۱۳۶۹ بیشتر آن‌ها بسته شده‌است. دهانه اصلی پناهگاه، یک و نیم متر عرض و حدود دو متر ارتفاع دارد. در حال حاضر چوپانان منطقه از آن استفاده می‌کنند.

### خانه عضدی سیاهکل
- تبدیل خانه عضدی سیاهکل به موزه

خانه عضدی سیاهکل بنایی دو طبقه بوده و قدمتی برابر با اواخر دوران قاجار دارد زیربنای ساختمان ۲۱۲ مترمربع بوده و ۱۳ اتاق به صورت قرینه دارد. معماری بنا متناسب با سبک معماری سنتی گیلان است. سقف خانه شیروانی با پوشش سفال بوده و گچ‌بری‌های بسیار زیبا در نمای بیرونی آن استفاده شده‌است، گچ‌بری و آیینه‌کاری‌های زیبا نیز در داخل خانه وجود دارد. این بنای تاریخی در سال ۱۳۸۴ به شماره سند ۱۵۲۲۳ در فهرست آثار ملی کشور ثبت شده‌است.

### چشمه‌های آب معدنی سیاهکل
چشمه‌های آب معدنی سیاهکل شامل غازی گوابر، خورتاب، سیرگیلی، گرماخانی و لاریخانی که همگی چشمه‌هایی جوشان با آب معدنی و گوارا هستند که از جاذبه‌های طبیعی این منطقه محسوب می‌شوند. مردم این منطقه از آب این چشمه‌ها استفاده می‌کنند و آب چشمه گرماخانی را مقدس و شفابخش می‌دانند.

### امامزاده مصطفی
امامزاده مصطفی در ارتفاع ۱۷۰ متری از سطح دریا در روستای سیکاش قرار دارد.

### امامزاده صالح و سلطان حسین
امامزاده صالح و سلطان حسین که در روستای لمش واقع شده است .

### بقعه بابا ولی
بقعه بابا ولی با بنایی چهار گوش در روستایی با همین نام قرار دارد. این بقعه، همانند بسیاری از آرامگاه‌های شمال ایران، نقاشی‌های مذهبی دارد و پوشش بام آن از سفال است. این بنا از آثار قرن یازدهم است.

### منطقه شکار ممنوع دیلمان
منطقه شکار ممنوع دیلمان و درفک در ‌١٠ کیلومتری جنوب شهرستان سیاهکل قرار گرفته  و از سال ‌١٣٧٤ به‌صورت شکار ممنوع مدیریت شده‌است. این منطقه جنگلی، مرتعی و کوهستانی است. گونه‌های گیاهی مهم منطقه شکار ممنوع دیلمان و درفک شامل افرا، ممرز، پلت، شیردار، راش، توسکا، لیلکی، صنوبر، انار، تمشک، شب خسب ، ون، شمشاد، گردو و ملج است. گونه‌های مهم جانوری شامل مرال، شوکا، پلنگ، خرس قهوه‌ای، شغال، گراز، گربه جنگلی ، سمور و رودک است.

### روستای بالارود
روستای بالارود تحت تأثیر اقلیم کوهستانی در تابستان معتدل و در زمستان سرد است. این روستا در همجواری کاروانسرای تی‌تی قرار دارد.

### روستای پیرکوه
روستای پیرکوه، روستایی زیبا و کوهستانی از توابع شهرستان سیاهکل استان گیلان است. مردمان این روستا ترکیبی از بومیان دیلمی و مهاجرین کرمانج می‌باشند و به زبان گیلکی (ییلاقی) صحبت می‌کنند. پیرکوه دارای یکی از خاص‌ترین شرایط آب و هوایی است که اغلب اوقات پیش‌بینی وضع هوا در آن دشوار است.

### بازار هفتگی سیاهکل
بازار هفتگی سیاهکل در روزهای دوشنبه و پنج‌شنبه هر هفته تشکیل می‌شود و رونق بسیاری دارد. در بازار سیاهکل از هر نوع کالایی را می‌توان پیدا کرد. 

## مشاهیر
اسدالله آل بویه ریاضیدان، سیاستمدار، روزنامه‌نگار و ادیب ایرانی
احمدرضا دهپور داروشناس و متخصص در زمینه زیست پزشکی،وی به عنوان پرکار ترین پژوهش گر ایران در سال ۲۰۰۶ انتخاب شد.
سیاوش دیلمی رزمخواه از سران نهضت جنگل و سناتور گیلان در مجلس سنا
ناصر وحدتی نویسنده،خواننده و پژوهشگر موسیقی زاده سیاهکل که ترانه های او مانند رعنا و آهای بگو شهرت ملی دارند.

## نگارخانه

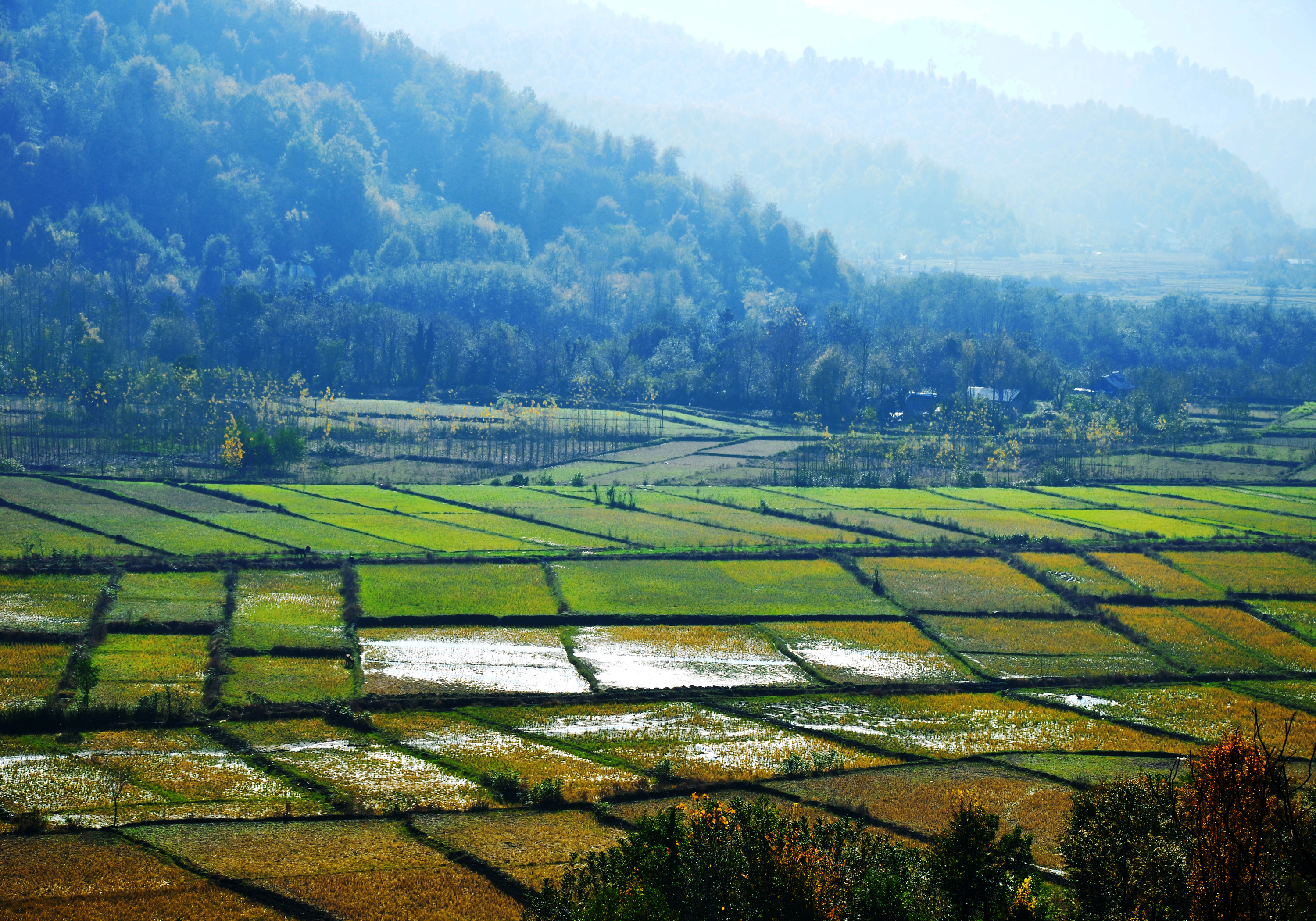
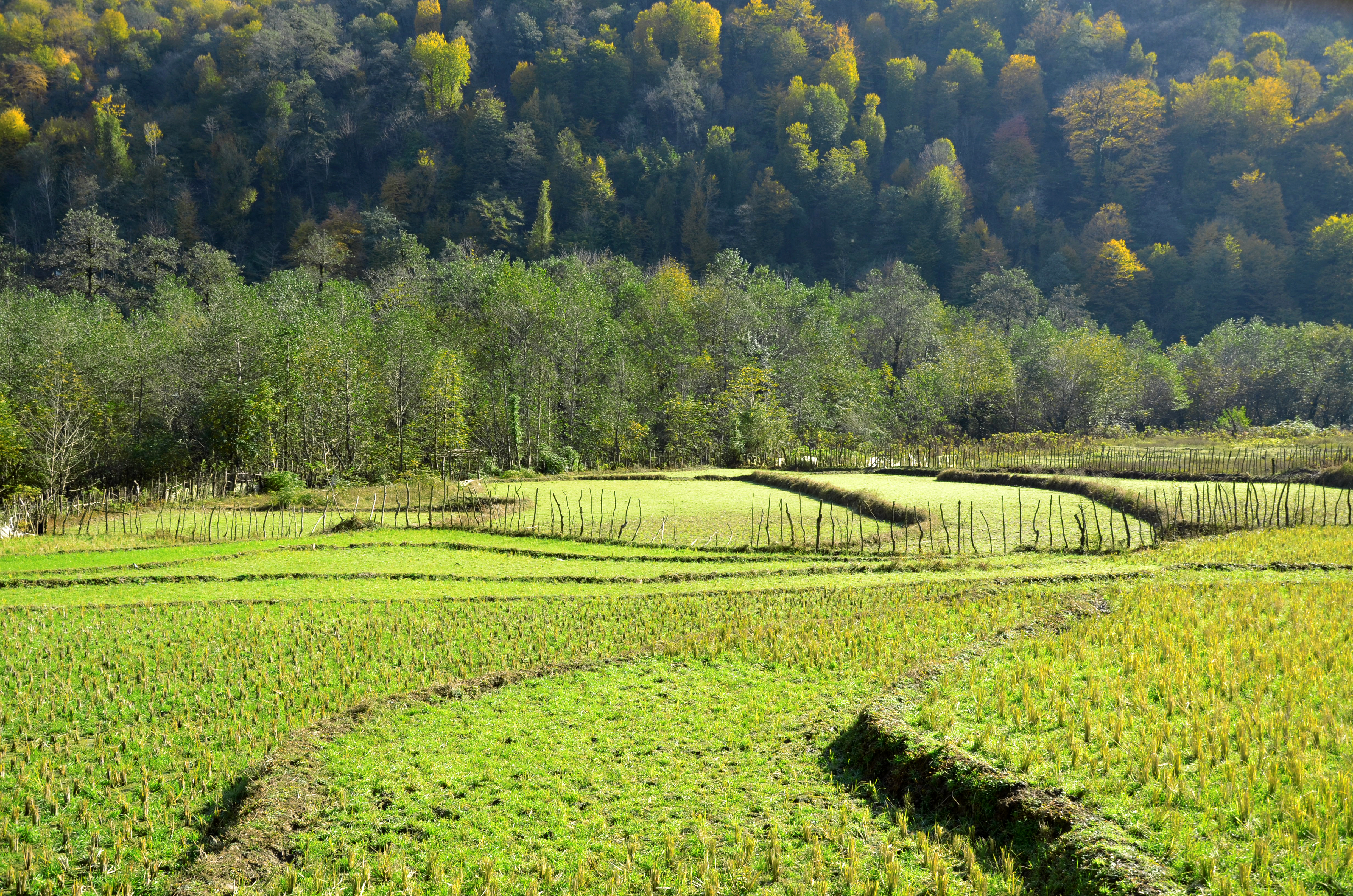
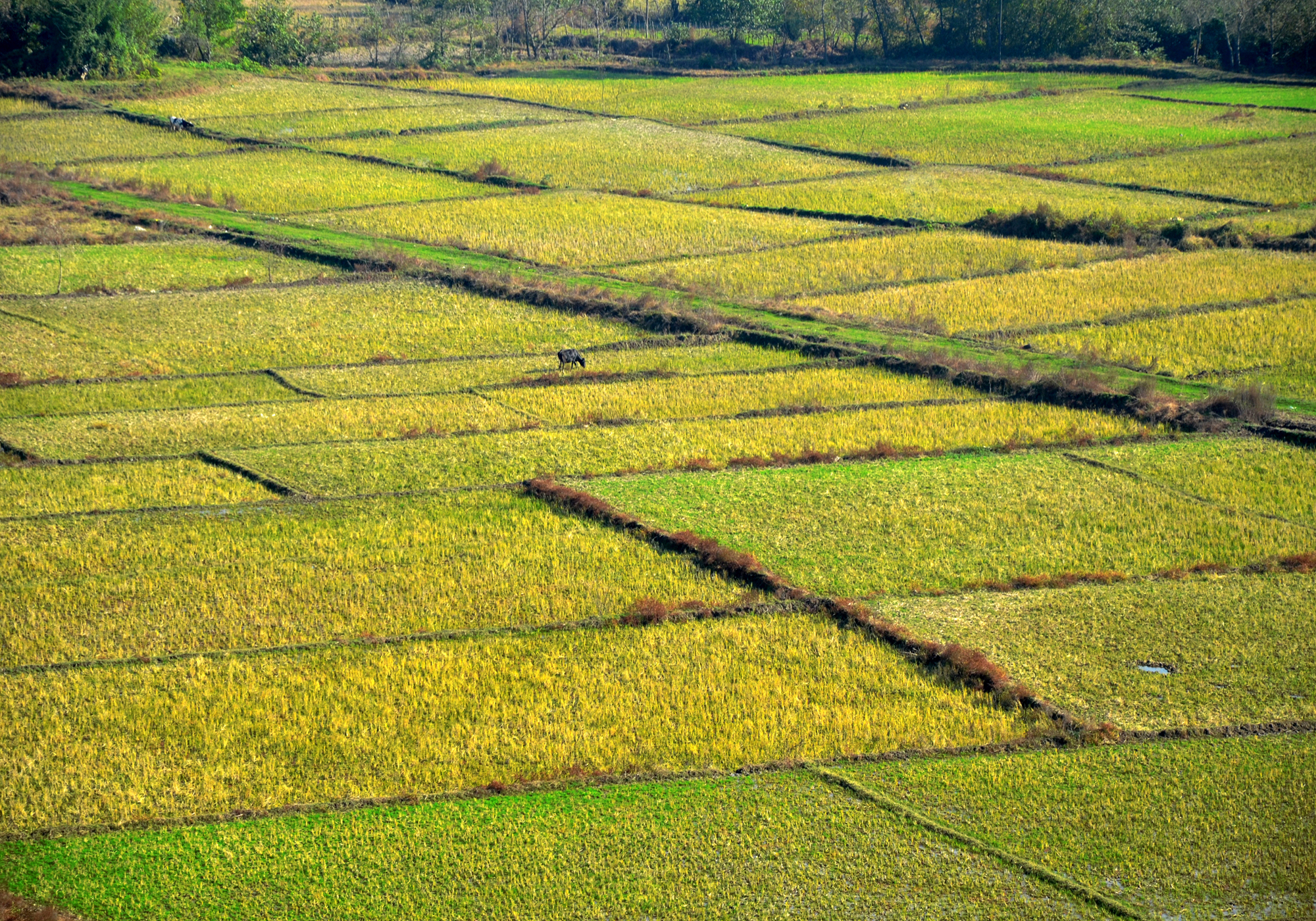
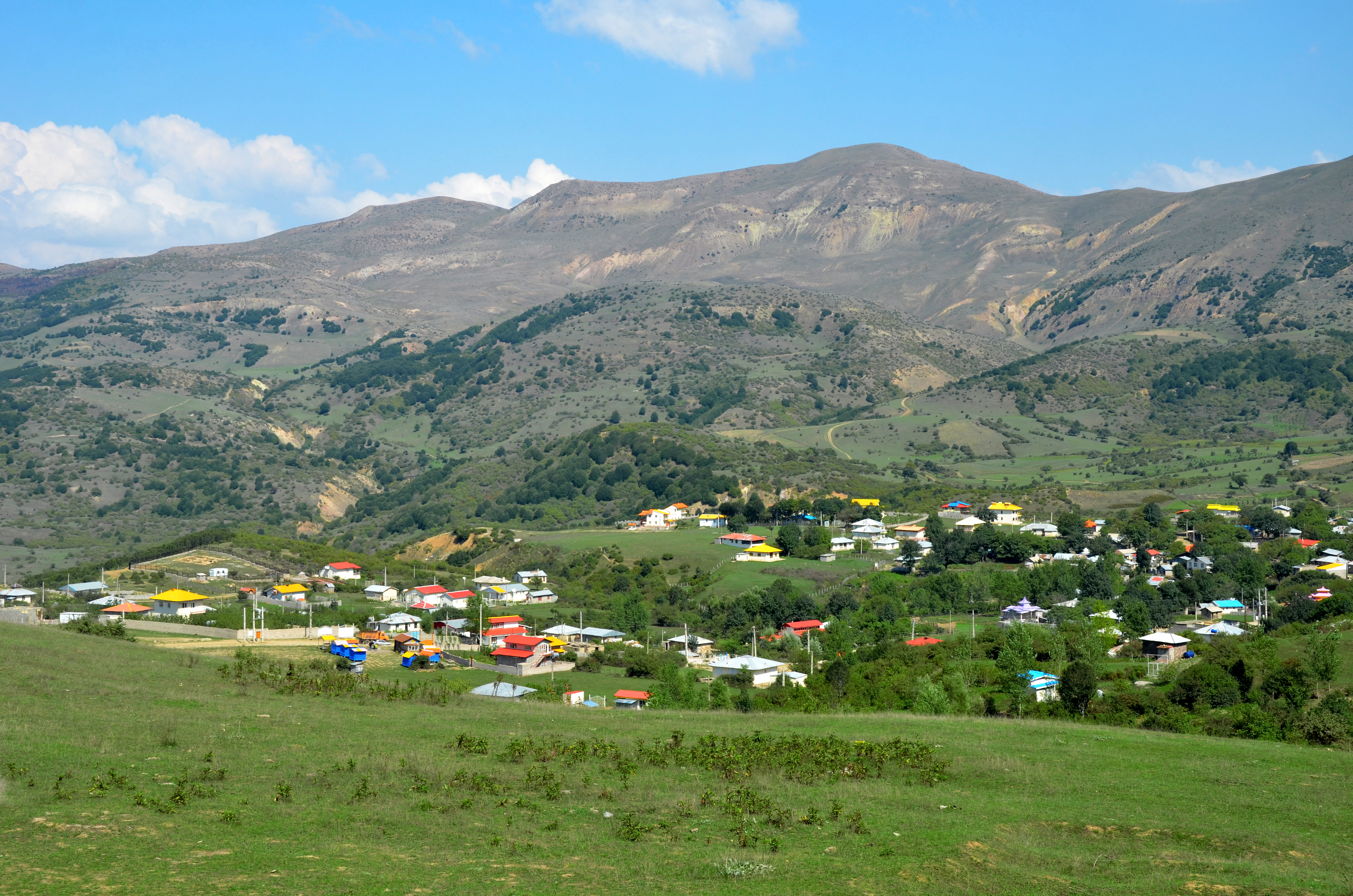
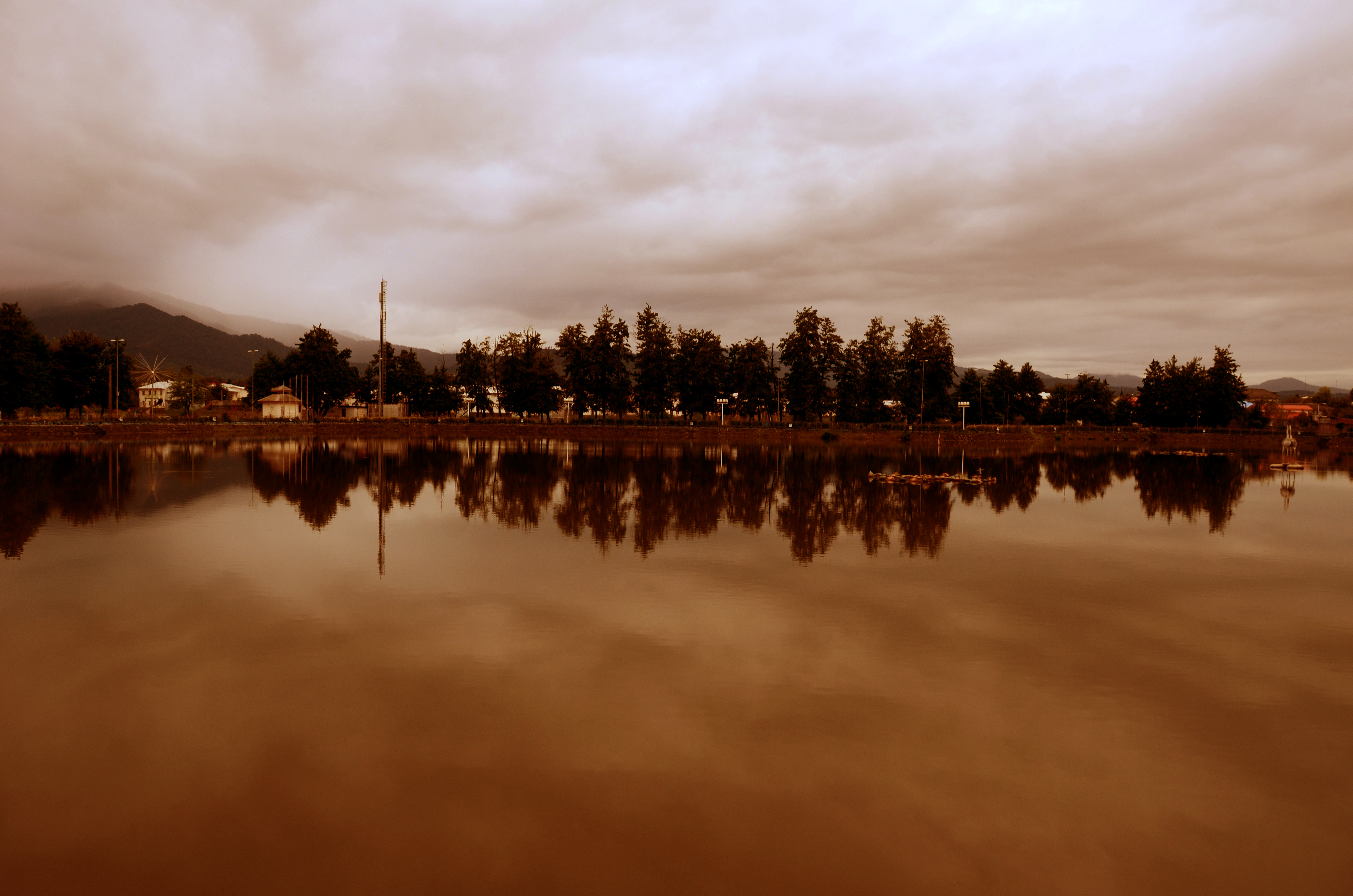
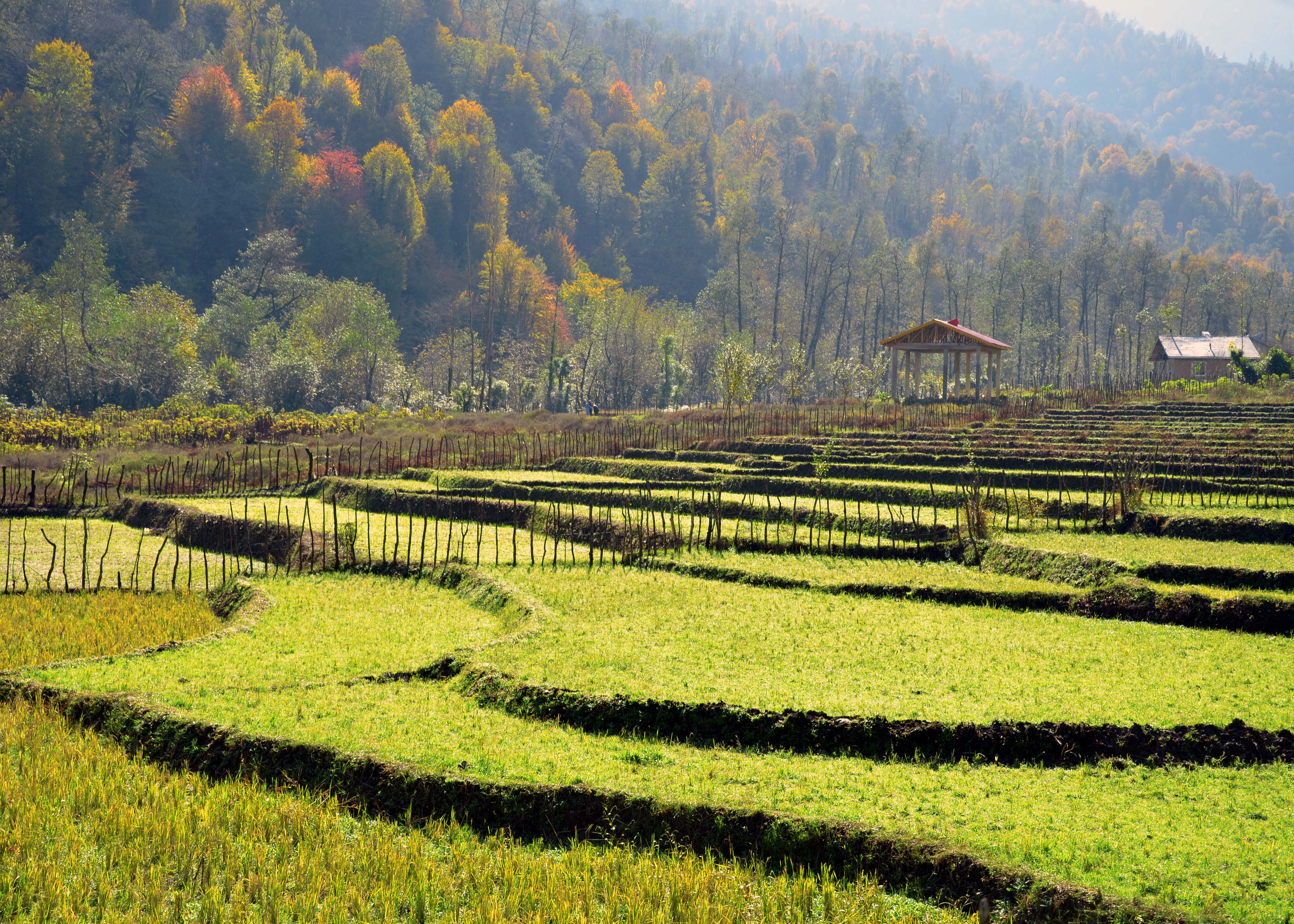
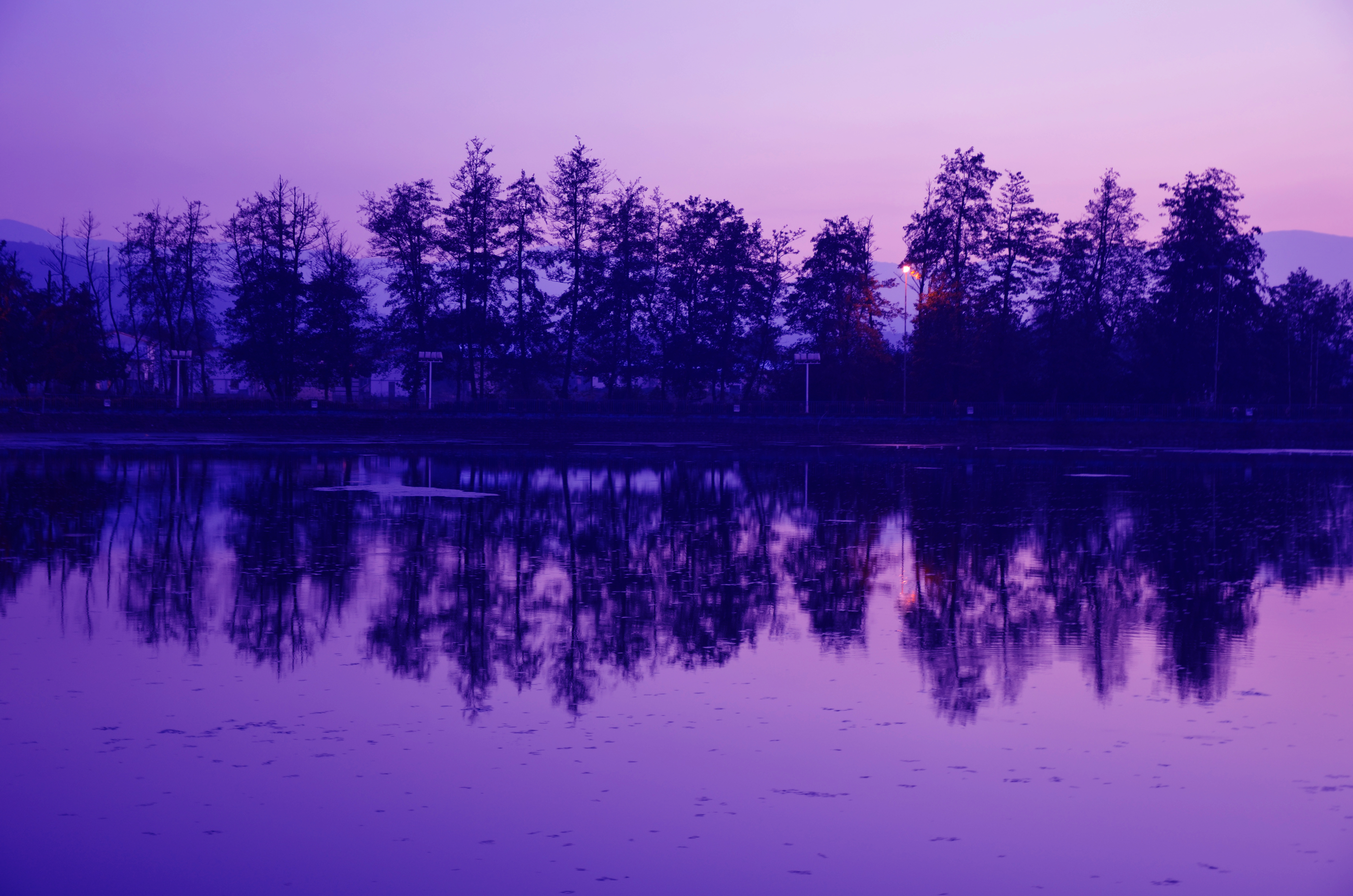
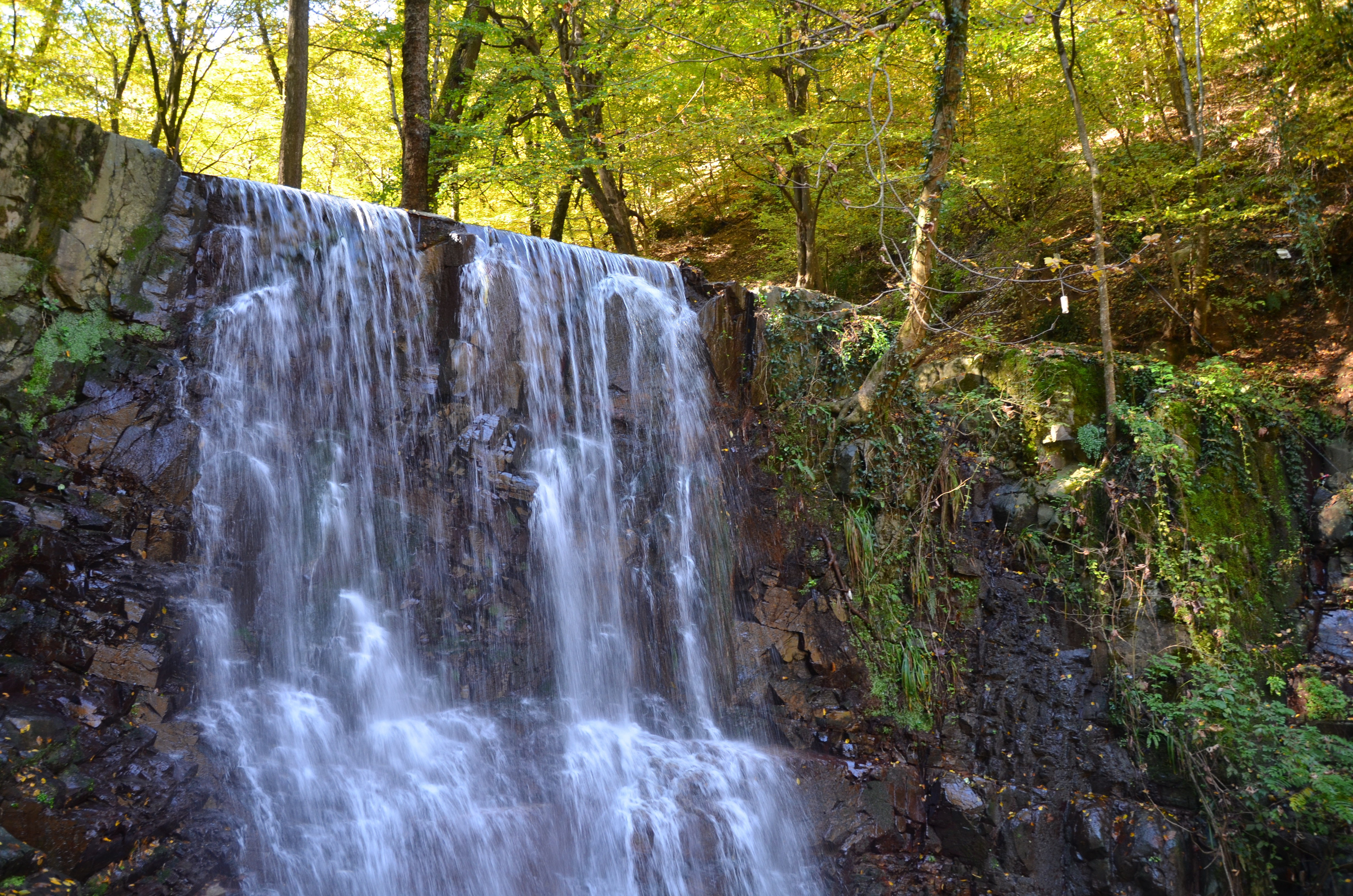
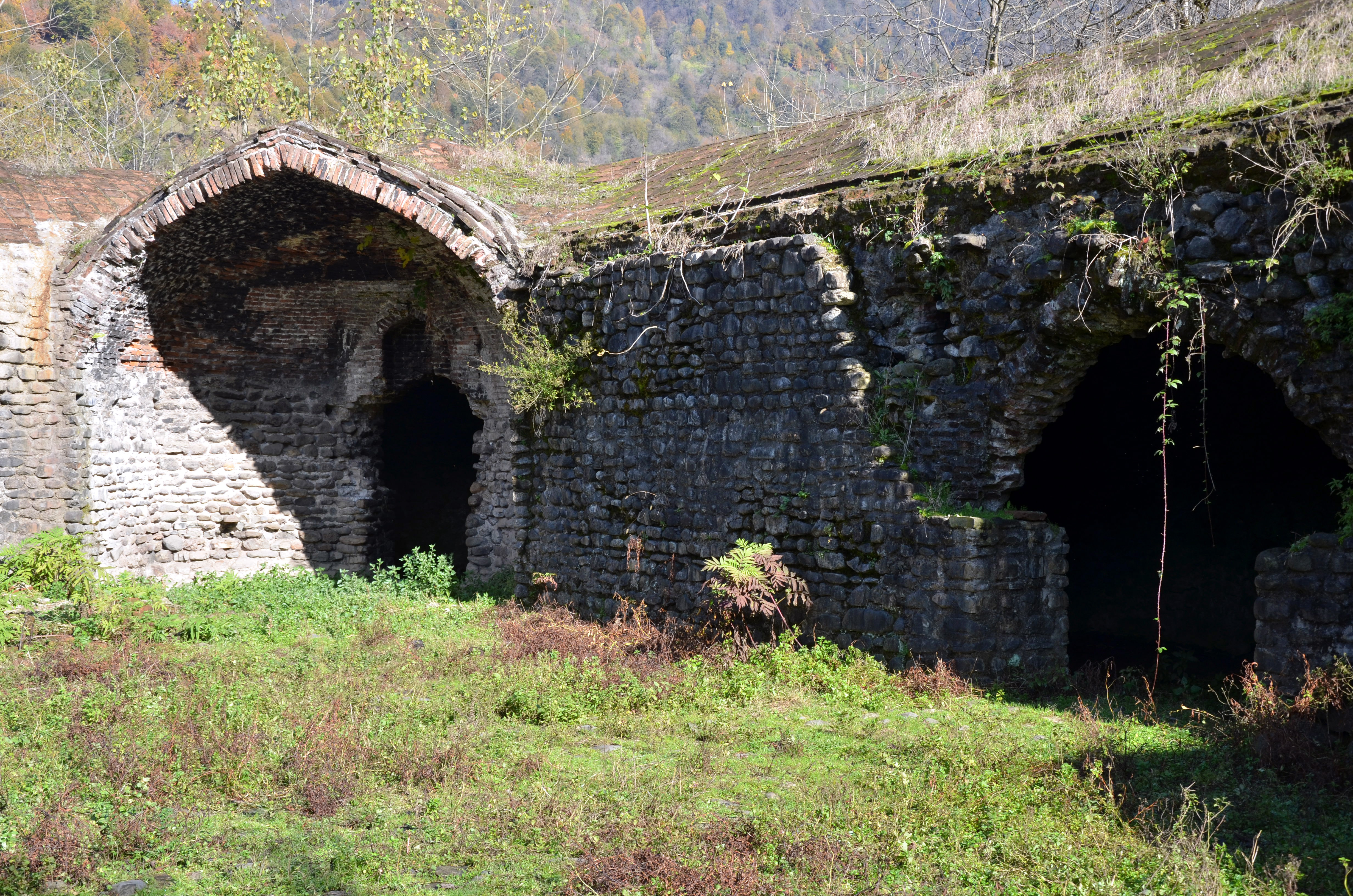
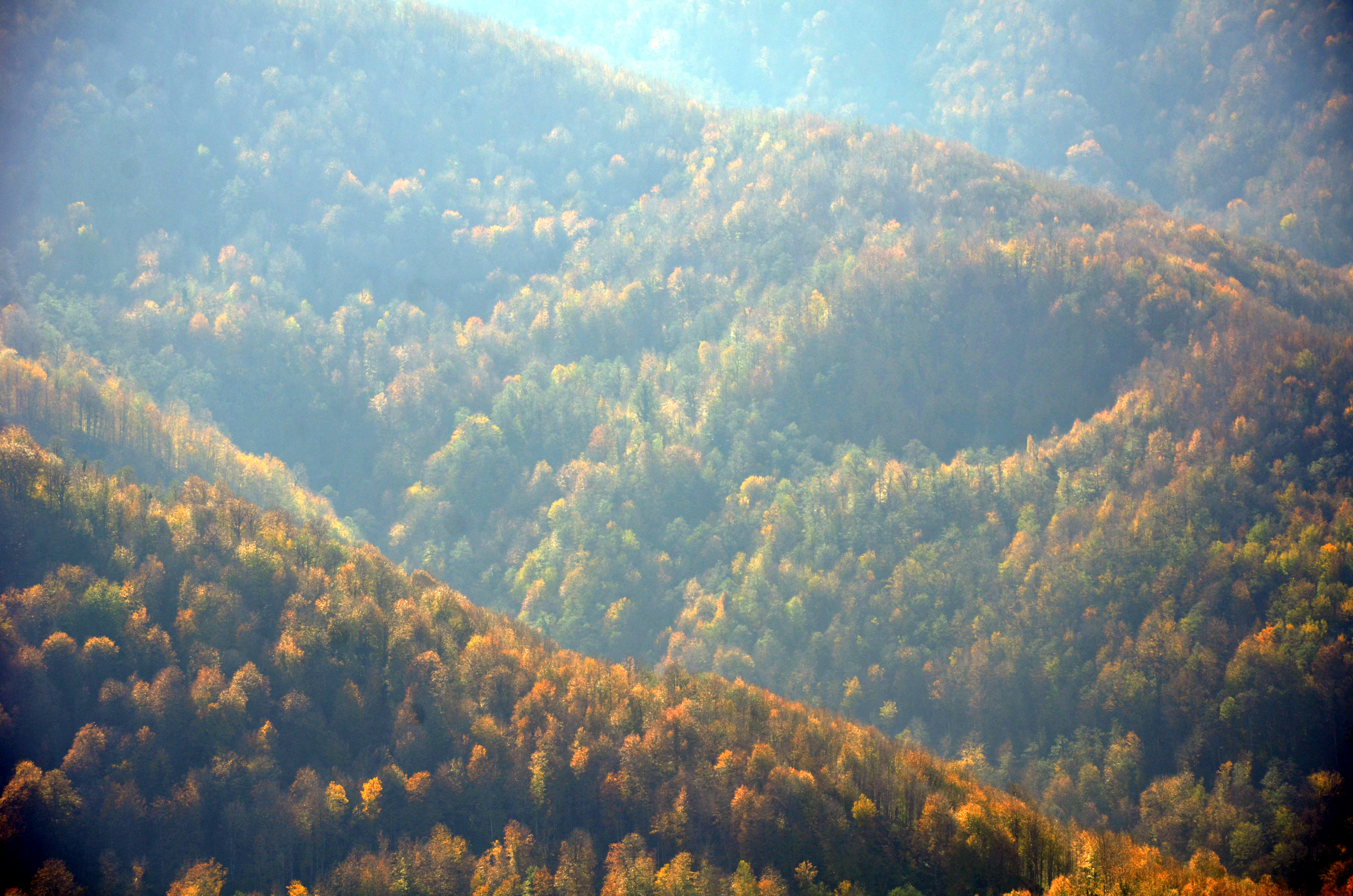
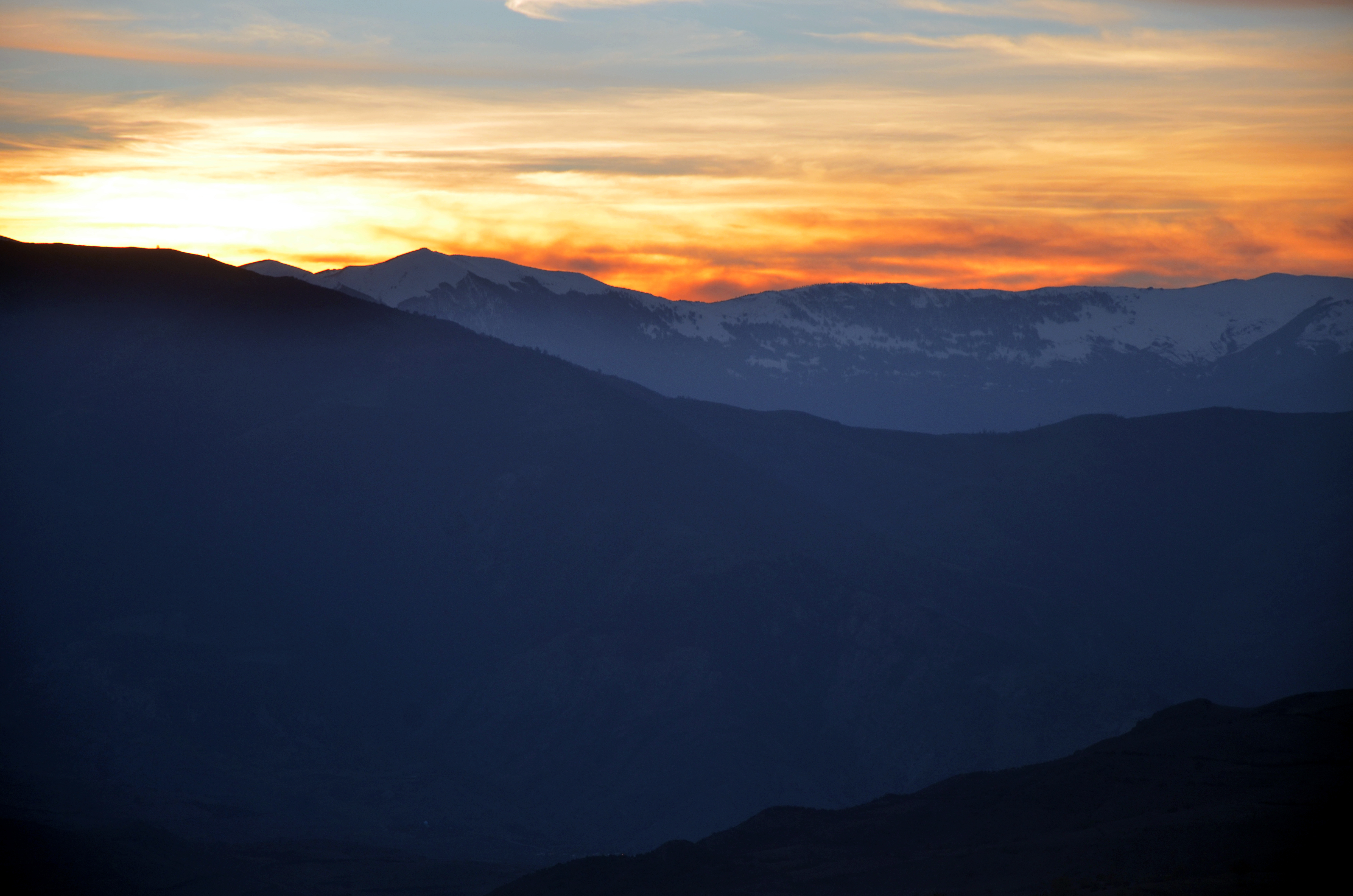
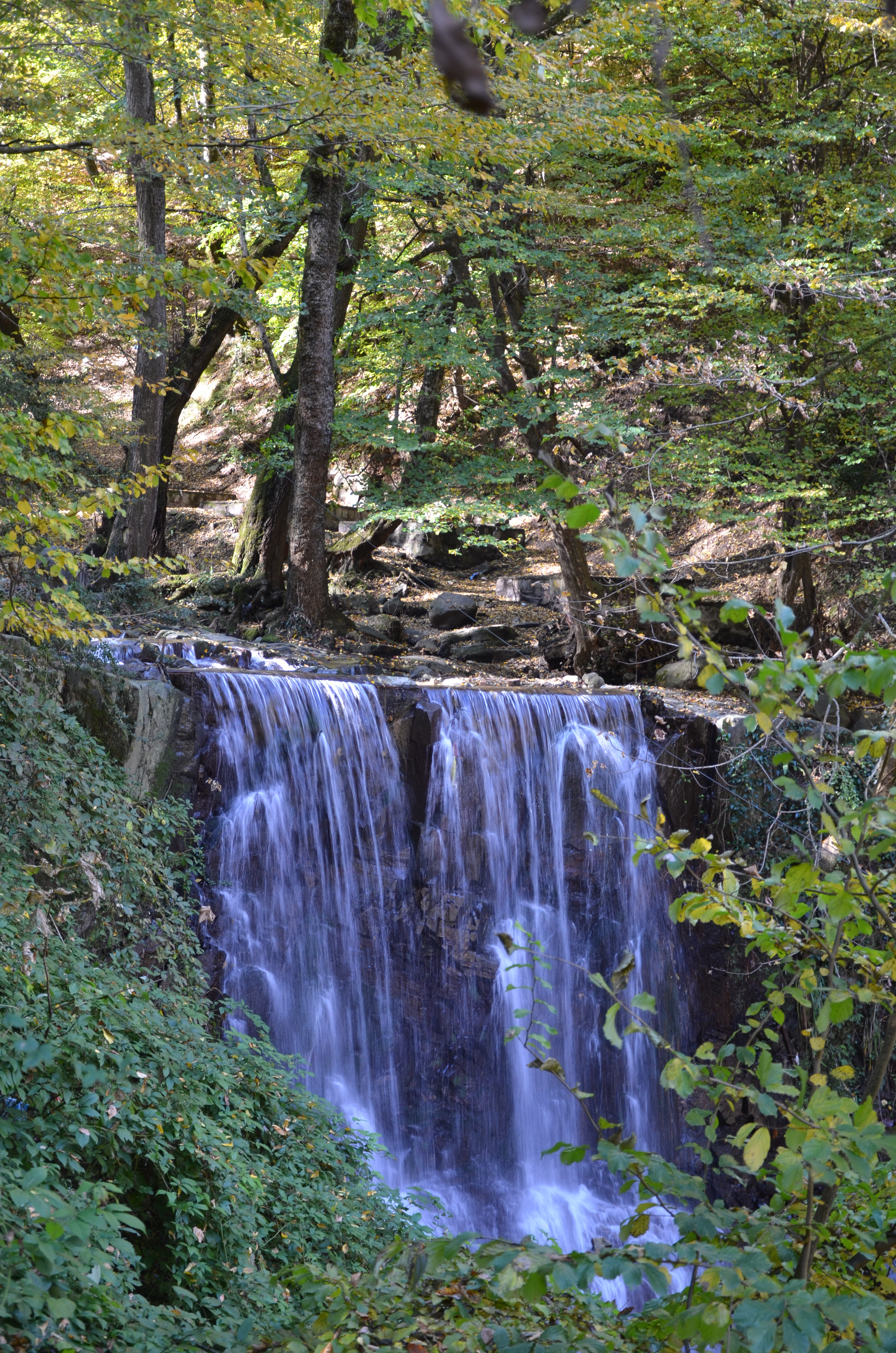
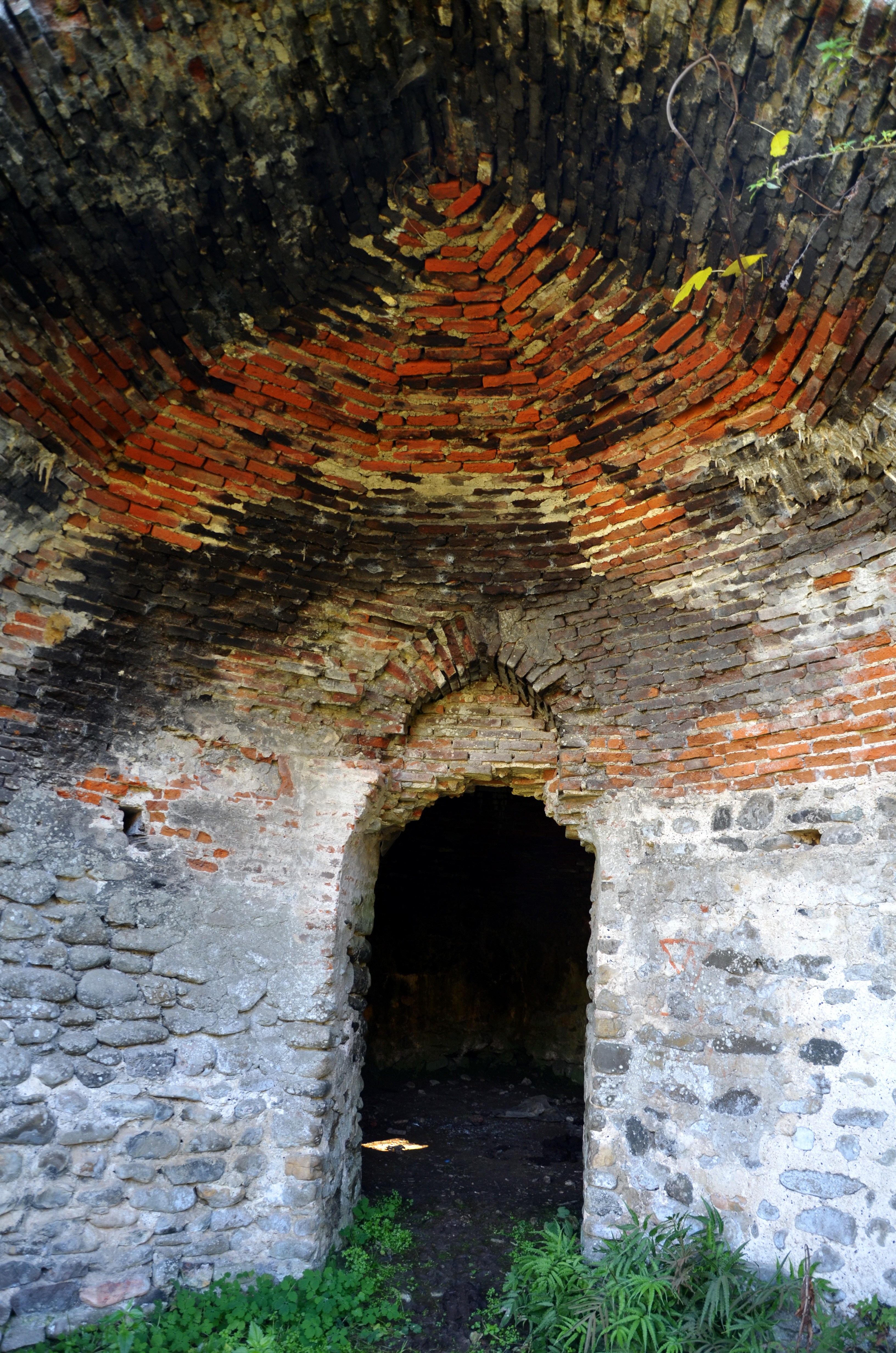
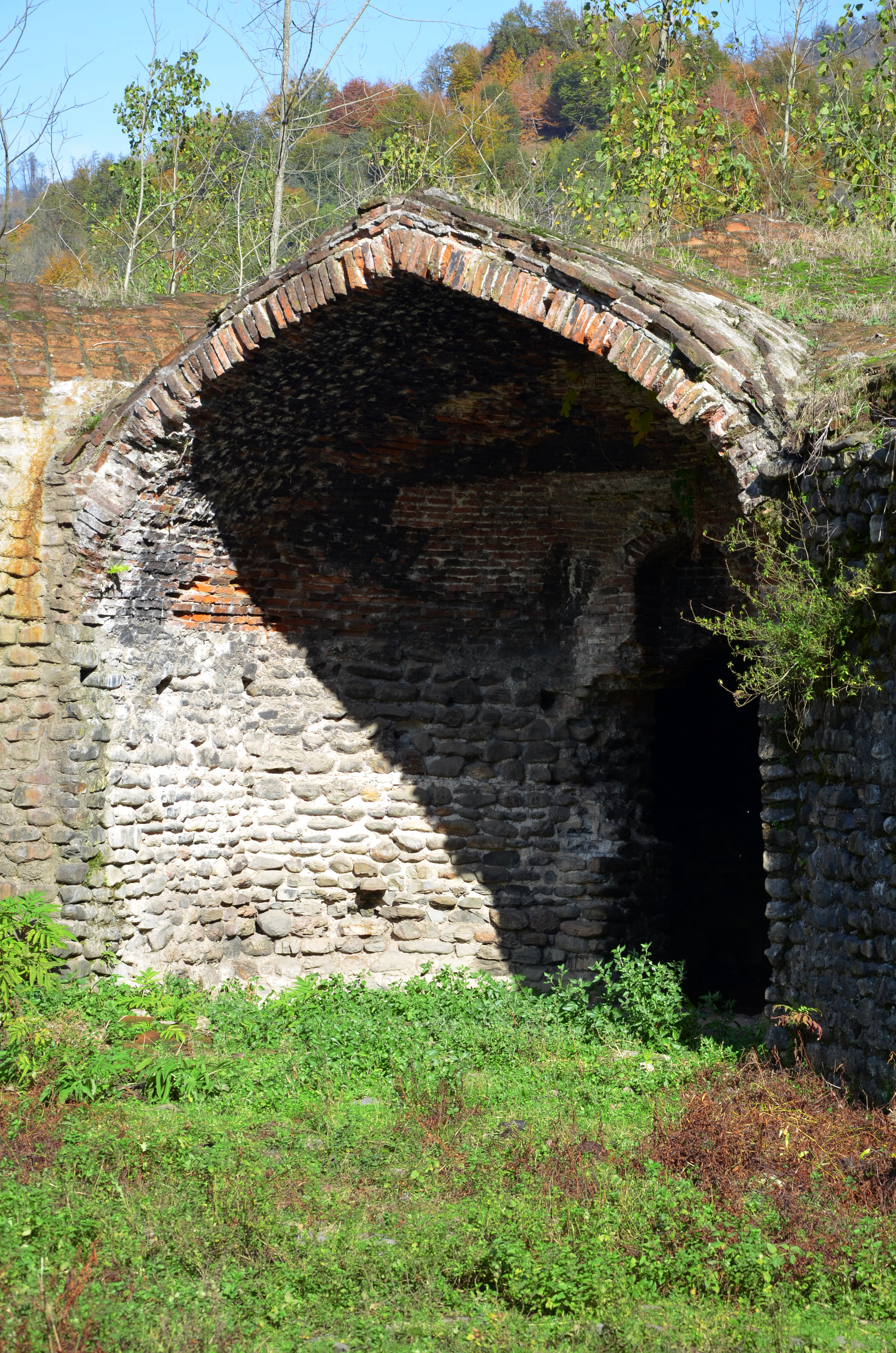
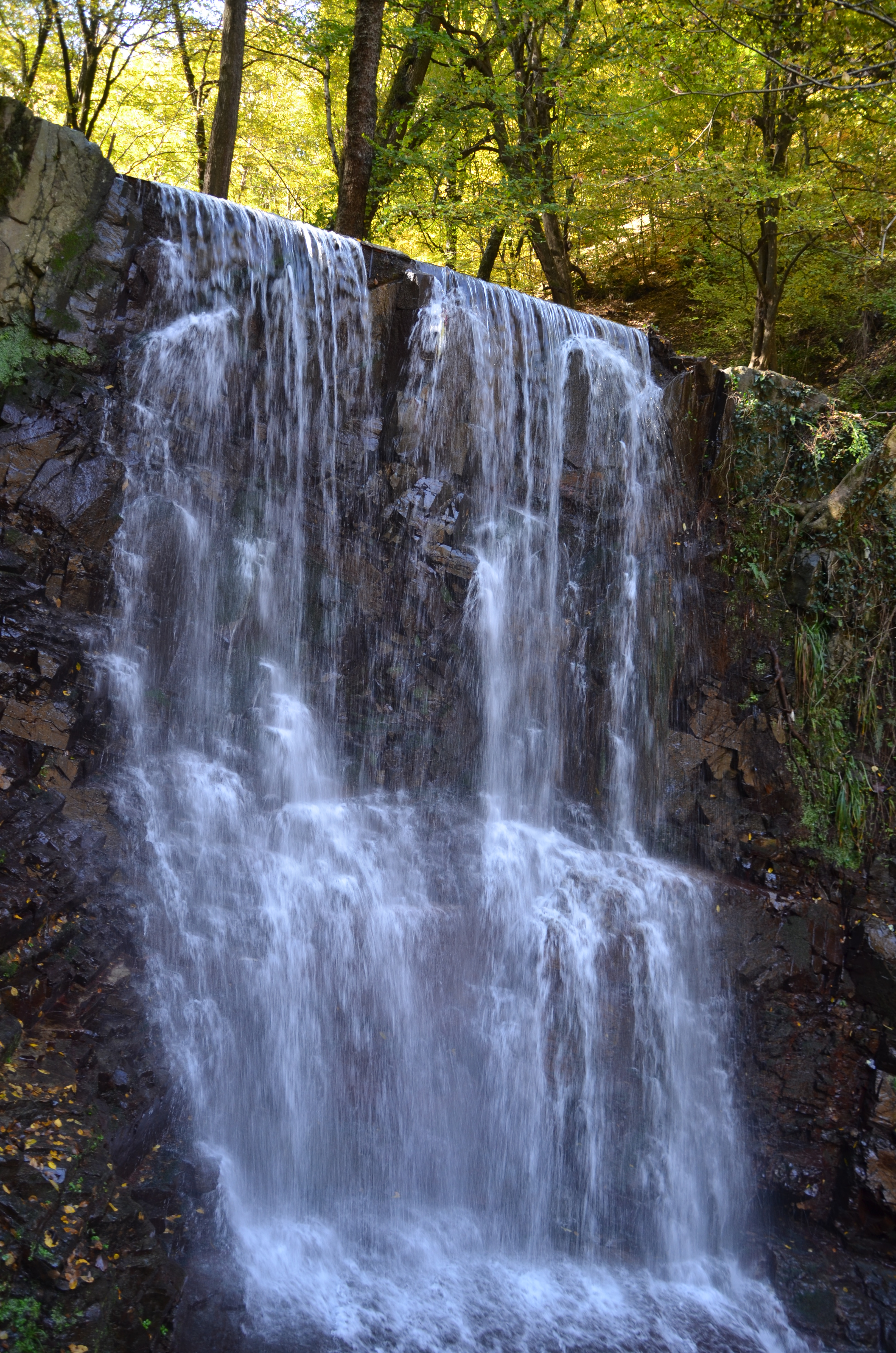
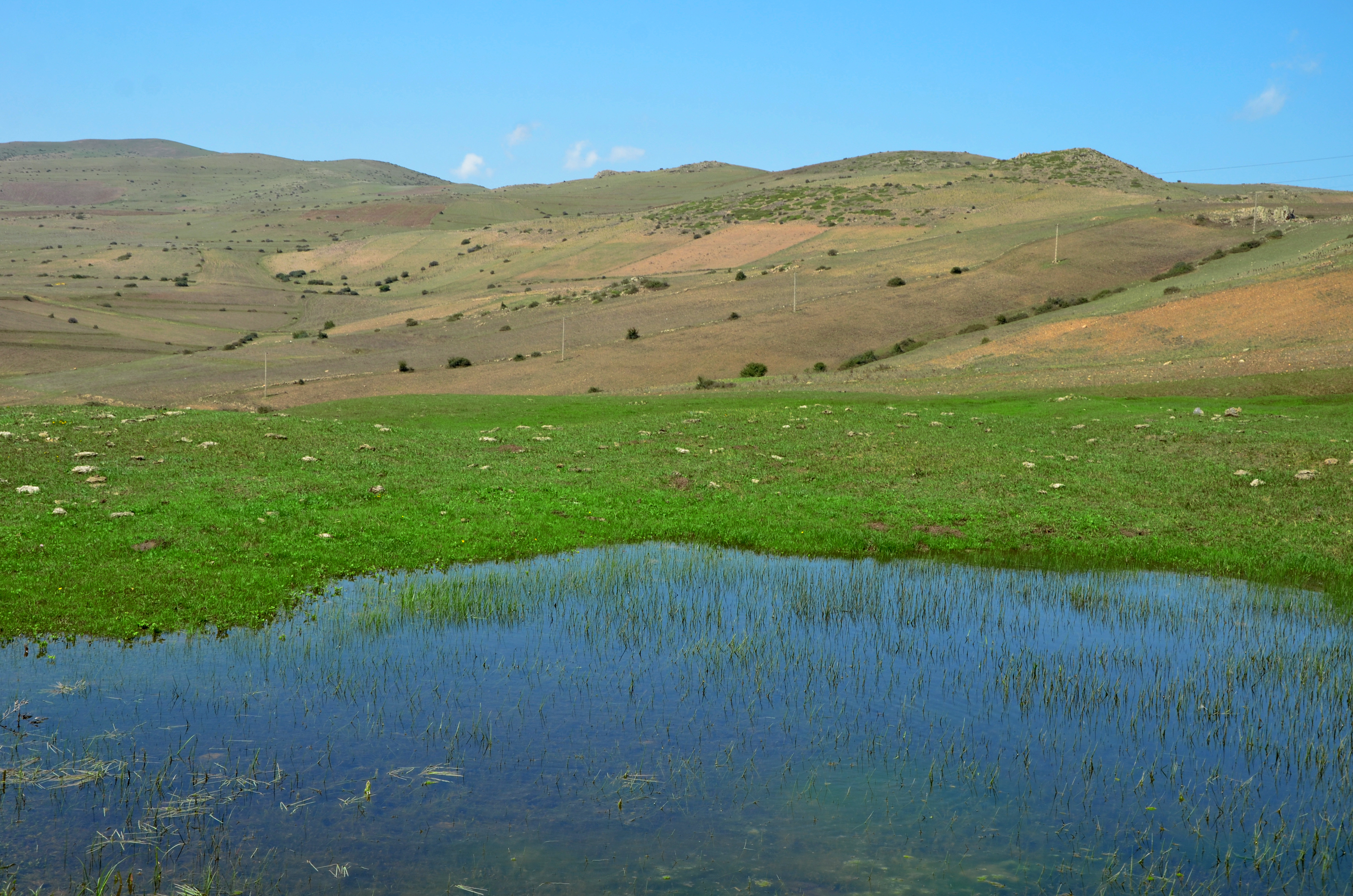
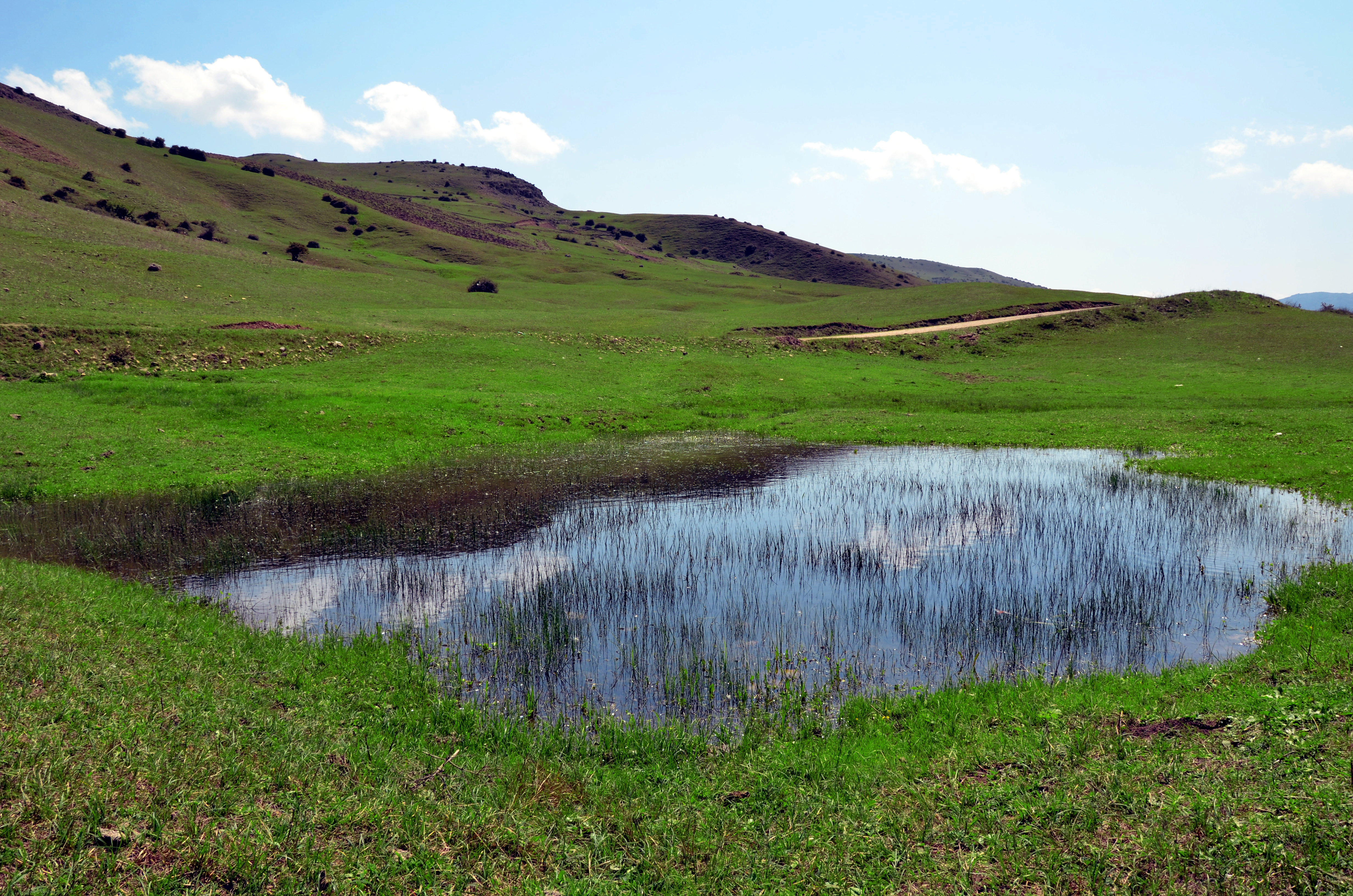